# Teknisk redaktør
 Der er for få eller ingen kildehenvisninger i denne artikel, hvilket er et problem. Du kan hjælpe ved at angive troværdige kilder til de påstande, som fremføres i artiklen.

En teknisk redaktør udvikler, producerer og distribuerer teknisk dokumentation såsom brugsanvisninger, installations- og montagevejledninger, servicemanualer, tekniske håndbøger, kursusmaterialer eller online-hjælpemidler. I stigende grad beskæftiges tekniske redaktører i firmaerne selv og producerer f.eks. web-baserede dokumenter og specifikationer eller udvikler firma-interne terminologilister og standarder for teknisk dokumentation.
Fagbetegnelsen "teknisk redaktør" er afledet fra det tyske Technischer Redakteur og det engelske Technical Writer. I begge lande findes denne faguddannelse til og med universitetsniveau. I Danmark findes endnu ikke en tilsvarende uddannelse. Betegnelsen "redaktør" er i dag mere præcis end ”writer”-betegnelsen, da udviklingen i dagens visuelle samfund går i retning af mindre tekst og mere billeder/video/audio. Mange andre betegnelser eksisterer også: teknisk forfatter, fagredaktør, dokumentationsmedarbejder, tekstforfatter, teknikredaktør, m.fl.
I 2008 var ca. 2000 personer beskæftiget med teknisk redaktion som hovederhverv. Megen dokumentation fremstilles dog af personer, som hovedsageligt arbejder med andre opgaver. Bl.a. derfor er kendskabet til erhvervet begrænset.

## Historie

### Oprindelse
Betegnelsen "Teknisk Redaktør" er relativt ny, men selve erhvervet er meget gammelt. Funktionen blev i tidligere tider hovedsageligt varetaget af skrivere og kunstnere.
Allerede før Kristi fødsel fremstilledes visse former af teknisk dokumentation. Gamle ægyptiske kilder (ca. 1000 f. Kr.) nævner eksistensen af tekniske beskrivelser, beskrivelser af udøvelsen af en bestemt teknik/process. Ved kongegravene i Theben efterlod de der beskæftigede håndværkere dokumentation af deres arbejds-processer, f.eks. billedet af en foroverbøjet arbejder foran et ildsted og med påskriften: "Puste ind i ovnen".
I det 2. årtusind f. Kr. opridsede man – inden påbegyndelse af byggeriet – grundplaner af enkle firkantede huse på jorden i rette målestok. Til mere komplicerede byggerier som f.eks. templer, blev der udfærdiget målsatte tegninger i mini-format. Sådanne skitser eksisterer endnu og beviser tidlige former af teknisk dokumentation indenfor arkitektur.
I Tyskland fremkom der i 1420 den første tysk-sprogede tekniske håndbog. Den beskriver fremstillingen af skydevåben og krudt blandinger.
Leonardo da Vinci opfattes som opfinder af den eksploderede tegning. Det nye her var, at han ikke bare fremstiller den ydre beskaffenhed af en maskine men også beskriver funktionen med tegninger. Da Vincis konstruktionstegninger fremstiller præcist tekniske forklaringer for krigsmaskiner og flyvemaskiner. Netop dette gjorde det muligt for den tids lokale håndværkere at kopiere Leonardos maskiner.
Teknisk dokumentation i det 16. århundrede formidler komprimerede handlingsforløb idet man med ét billede gengiver forskellige handlinger også selvom disse udføres efter hinanden.
I 1528 indførte Albrecht Dürer med sin Dreitafelprojektion en ny form for teknisk dokumentation. Denne fremstiller i perspektiv menneskekroppens proportioner fra forskellige sider.
Forfatteren Franz Kafka skrev i 1909 et teknisk dokument med titlen Unfallverhütungsmaßregel bei Holzhobelmaschinen.
Med elektrificeringen af husholdningerne i 1950/60'erne opstod et behov for funktionsbeskrivelse af mange husholdningsapparater. For første gang henvendte brugsanvisninger sig til lægfolk og ikke til tekniske fagfolk alene. I disse brugsanvisninger anvendte man i stigende grad fotos for at tydeliggøre funktioner.

### Nutiden
For bare få årtier siden var funktion og opbygning af apparater en synlig og umiddelbart forståelig proces. I dag er det nødvendigt med brugsanvisninger, der somme tider kun forstås af fagfolk, på trods af brugen af klart og enkelt sprog. Efterhånden kræves brugsanvisninger og anden teknisk dokumentation bilagt apparater ved lov. Relevante love, standarder og retningslinjer indgår i dag også i de generelle rammebetingelser for den tekniske redaktør.
Med internettets almene indtog på arbejdspladser og private hjem influerer dette også på den tekniske redaktørs arbejde. Allerede i dag benytter 14-17 årige unge internettet som deres hyppigste informationskilde. Interaktive medier er i stigende grad tilgængelige overalt og til enhver tid på døgnet. Opmærksomheden sløves og kravet om informativ underholdning stiger på trods af trenden mod stadig mere komplekse produkter. Denne udvikling kræver en mere omfangsrig dokumentation med en øgende indsats af standardiserede processer til følge. Samtidig tilpasses produkter i stigende grad individuelle behov: Målgruppen bliver mindre men specialiseringen øges. For den tekniske redaktør betyder dette at hun/han ligeledes må specialisere sig for at kunne imødekomme de stadigt øgende komplekse behov. Hvor en teknisk redaktør for bare få år siden kunne dække et bredt en bred produkt palette, fokuseres der i dag stadig mere på enkelte produkter/ produkt serier.
Også sammensætningen og måden hvorpå teknisk dokumentation fremstilles har ændret sig. Hvor man tidligere producerede oplæg til trykkeriet ved hjælp af skrivemaskine, korrekturlak og kopimaskine, arbejder man i dag udelukkende med komplekse EDB-systemer som f.eks. Content Management-systemer (CMS) i XML-sproget. Kontinuerlig udvikling af stadig mere kompleks software øger også her kravene til den tekniske redaktør og dennes "værktøjer".

## Erhvervsprofil

### Arbejdsmarked
Erhvervet som teknisk redaktør kan udøves enten som ansat, selvstændig eller freelance. Ansatte arbejder oftest i industrivirksomheder (f.eks. jernindustrien eller elektroindustrien), i IT-virksomheder eller i konsulentfirmaer med teknisk dokumentation som speciale.

### Jobbeskrivelse
Den tekniske redaktør beskriver processer og produkter i et forståeligt sprog og gør dem dermed mere tilgængelige for forbrugeren. Hun/han fungerer derfor som formidler mellem producent og bruger. Medens erhvervet i fortiden hovedsageligt koncentrerede sig om dokumentation af tekniske produkter, er den tekniske redaktør i dag ansvarlig for det totale informations management. Hun/han er ansvarlig for virksomhedens planlægning og produktion af dokumentation og stiller den nødvendige viden til rådighed for firmaet samt fungerer som formidler mellem afdelinger og mellem producent og kunde.
På grund af sin didaktiske kunnen er hun/han i stand til sagligt, målrettet, overskueligt og logisk at fremstille komplekse tekniske sammenhænge for definerede målgrupper. I den sammenhæng må hun/han være i stand til at se tingene fra forskellige vinkler, såvel fra udviklerens side som fra brugerens side. I idealtilfældet kan den tekniske redaktør, fra et brugersynspunkt, udøve en korrigerende indflydelse på udviklingen af produkter. På grund af en stadig hurtigere udvikling indenfor informations- og kommunikationsteknologien er den tekniske redaktør, i tillæg til sit normale arbejde med fremstilling af oplæg til tryk, også ansvarlig for introduktionen af nye former for formidling af dokumentation, såsom databaser, CDROMs og internet.
Jobbet som teknisk redaktør omfatter planlægning af tid (deadlines, personale ressourcer, udlicitering af del-opgaver til andre afdelinger/firmaer, omkostninger og arbejdsmidler), analyser (formåls-, produkt- og målgruppe analyser, undersøgelse af juridiske- og sikkerheds relevante aspekter), indsamling af og udvælgelse af information, vurdering og systematisering af tilgængeligt materiale. Valg af et egnet medium (online, tryk, Cd-rom, m.m.), koncept (fastlæggelse af det overordnede koncept, enkelt elementer og processer), fremstilling af mastermanuskript (producere tekst, grafik, fotos og illustrationer samt oversættelse til andre sprog), intern- og ekstern korrekturlæsning, intern slut-korrektur, forberedelse til trykning, ændringer, opdatering, arkivering og styring af den fremstillede dokumentation.
For at brugerdokumentationen kan opfylde sit formål, må denne opfylde meget høje kvalitetskrav til indhold og opbygning. Dokumentationen må derfor fremstilles med professionalisme i højsædet. Det er den tekniske redaktørs opgave at imødekomme og implementere dette – at finde egnede kommunikationsmåder til både producent- og brugergrupper og indføre disse i det overordnede dokumentationskoncept.

### Arbejdsmidler
Tekniske redaktører arbejder som regel i kontoromgivelser. Mindre omfangsrige dokumenter kan fremstilles med standardkontorsoftware. Til større komplekse opgaver med krav om høj effektivitet egner DTP-programmer sig imidlertid bedre, fordi disse byder på større muligheder for fremstilling, opbygning, automatisering og dokumentgenbrug.
Ofte bruges en struktureret dataopbygning (som i XML) i forbindelse med såkaldte Content Management-systemer (CMS) for at muliggøre en struktureret opbygning, modularisering og genbrug af elementer. I tillæg bruges ofte Authoring Memory-systemer, som hjælper den tekniske redaktør med en konsistent formulering. Et skifte til sådanne systemer kræver en nytænkning af opbygning, strukturering og arbejdsmåder i tillæg til en grundig forberedelse – de enkelte elementer bør så vidt mulig være neutrale i formulering og opbygning for at muliggøre en øget genbrugsrate og mindre opdatering af eksisterende dokumenter.
For det meste anvender tekniske redaktører også CAD-programmer, layout- og grafikprogrammer for at kunne bearbejde indkommende data, fotos og illustrationer.
Som en følge af den tiltagende internationalisering må dokumenter ofte oversættes til forskellige sprog. Til dette formål behøver den tekniske redaktør viden om oversættelsestilpassede skrivemåder. Redaktørens computer må understøtte bearbejdelsen af forskellige skriftsystemer og skriftssprog. Hvis den tekniske redaktør også har ansvaret for styringen af oversættelser, arbejder hun/han også med Translation Memory-systemer.
En redaktions arbejdsplads kræver oftest hardware med en høj ydelse på grund af de store data mængder, som skal bearbejdes (f.eks. billeder og grafik). Flere monitorer kan lette arbejdet. Den tekniske redaktør må ofte også kunne bruge både skanner og digitalkamera. Herudover kan det ved dokumentation af software være hensigtsmæssig at bruge flere computere for at kunne teste den fremstillede dokumentation sideløbende med fremstillingen af samme.

### Arbejdsområde
I en stadig mere teknologistyret verden får den tekniske dokumentation en stadig større betydning. Et bredt arbejdsområde åbner sig derfor for den tekniske redaktør i dagligvareindustrien såvel som indenfor medicin, jernindustri, elektroteknik og softwareudvikling.
Andre arbejdsområder med lignende udfordringer er:
1. PR
2. Undervisning
3. Forskning
4. Videnskabelig journalistik

### Forudsætninger
Arbejdet som teknisk redaktør er ikke reguleret. Man kan kvalificere sig via et relevant universitetsstudium, efteruddannelse eller omskoling. Mange tekniske redaktører er autodidakte med en tværfaglig baggrund, i både humanistisk og/eller teknisk retning.
Den tekniske redaktør må sideløbende med en teknisk faglig viden også have eller erhverve pædagogiske, sproglige og didaktiske kvalifikationer. Hun/han må være nysgerrig og fleksibel, kunne lide at skrive og skabe og problemfrit, kunne omgås de forskellige målgrupper og kolleger i andre afdelinger.
En sikker beherskelse af modersmålet er et krav. Også kendskab til andre sprog er en fordel, afhængig af graden af internationalisering i firmaet.

## Uddannelse
I USA eksisterer der siden 2. verdenskrig formelle studiemuligheder på universitetsniveau. Dog drejede disse første uddannelser sig i starten mest om fremstilling af firmainterne dokumenter og projektbeskrivelser.
I Tyskland startede de første studier til teknisk redaktør i 1990 ved Fachhochschule Hannover. I dag tilbydes studier og uddannelser på en række tyske uddannelsessteder.

## Standarder
Indenfor mange fagområder må den tekniske redaktør iagttage lovmæssige bestemmelser og industri standarder. Særlig stærkt er områder reglementeret, hvor instruktions fejl kan føre til personskader. Det „klassiske“ eksempel herpå er maskinindustrien.

### Dansk/Europæisk Standard – DS/EN
Tekst mangler, hjælp os med at skrive teksten

### GPS – Geometriske produktspecifikationer
GPS er det eneste standardiserede internationale værktøj til udarbejdelse og tolkning af tekniske tegninger, hvilket gør kendskabet til- og forståelsen af GPS helt afgørende i kommunikationen med leverandører, underleverandører og aftagere af produkter i hele verden. GPS sikrer, at uanset hvem der skal anvende dine tegninger, bliver de forstået entydigt og korrekt. Dansk Standard har udgivet en serie af håndbøger om emnet.

#### Maskintegning
Håndbogen Teknisk produktdokumentation – Maskintegning omfatter standarder for: dokumentation, terminologi, tegningsarket, skrifttyper, projektioner og disposition af tegningsarket, almene tegneregler samt specifikke tegningsangivelser og maskinelementer. Håndbogens brede indhold gør, at den er egnet for både industrien, rådgivere og tekniske uddannelsessteder. Standarder for mål- og tolerancesætning er ikke med i bogen, men findes i DS-håndbog 114-serien.
Håndbogen består af 3 dele:
- Del 1 omfatter standarder for dokumentation, terminologi, tegningsarket, skrifttyper, projektioner og disposition af tegningsarket. Standarderne er specielt udvalgt efter deres grundlæggende karakter.
- Del 2 omfatter standarder for almene tegneregler. Standarderne er specielt udvalgt efter deres grundlæggende karakter.
- Del 3 omfatter standarder for generelle tegningsangivelser og maskinelementer.

#### Dokumentation af procesanlæg
Dokumentation af procesanlæg – Grafiske symboler for processkemaer indeholder standarderne for processkemaer, der anvendes til tekniske formål, standarder og manualer. Sammen med håndbogen får man en cd-rom med bl.a. standardernes grafiske symboler i TIFF-, EPS- og DWG-format til anvendelse i CAD-anlæg.

## Selskaber
I Danmark er en del tekniske redaktører og lignende samlet i TechWriters.dk.
I Tyskland er mange tekniske redaktører organiseret i Gesellschaft für Technische Kommunikation tekom. Selskabet udgiver tidsskriftet Technische Kommunikation, som udkommer 6 gange om året.
Society for Technical Communication (STC) i USA er en medlemsorganisation viet til fremme af kunsten og viden om teknisk kommunikation. Dette er den største organisation af sin art i verden. Dens 14,000 medlemmer inkluderer tekniske redaktører, -udviklere, dokumentationsspecialister, tekniske illustratorer, designere af instruktioner, akademikere, informationsarkitekter, Web designere og translatører – enhver, som arbejder på at gøre teknisk information tilgængelig for de, som behøver denne. Selskabet udgiver et online magasin, Technical Communication Online, som udkommer 4 gange om året.
Det engelske Institute of Technical Communicators (ISTC) blev dannet i 1973 ved en sammenslutning af 3 organisationer: Presentation of Technical Information Group, Technical Publications Association og Institute of Technical Publicity & Publications. Instituttet er medlem af Professional Associations Research Network (PARN) og har en egen Code of Professional Practice. Instituttet udgiver magasinet Communicator som udkommer 4 gange om året.

### Foreninger
- IEEE Professional Communication Society Arkiveret 24. marts 2010 hos  Wayback Machine
- Institute of Scientific and Technical Communicators (UK-based)
- International Council for Technical Communication Arkiveret 13. august 2020 hos  Wayback Machine
- Society for Technical Communication
- Technical Communicator's Association of New Zealand (NZ-based)
- Usability Professional's Association of New Zealand (NZ-based)
- Tekom (pages available in English) Professional organization for technical communication, Germany
- Elephant (pages available in English) Professional organization for Technical Writers, Israel